# Argumentum ad antiquitatem
Een argumentum ad antiquitatem (Latijn voor "beroep op ouderdom"), ook wel beroep op traditie, het verleden of anciënniteit is een drogreden om de status van een instituut of gebruik te rechtvaardigen omdat het 'al zo lang' bestaat.
Het feit dat iets in het verleden zus of zo gedaan is, wordt als argument aangevoerd om het op die wijze te (blijven) doen. Soms is er de verborgen aanname, dat alles wat in het verleden goed gewerkt heeft en daardoor een positieve reputatie heeft opgebouwd, ook nu nog goed zal werken. Dat hoeft echter niet het geval te zijn. De drogreden gaat eraan voorbij dat er intussen betere methoden kunnen bestaan.
- "Dit geneesmiddel werd al gebruikt in het oude Egypte/China/India".
  - Onjuiste premisse 1: zo'n oud middel moet wel probaat zijn - anders werd het niet al zo lang gebruikt!
  - Onjuiste premisse 2: In deze oude culturen bezat men minstens evenveel geneeskundige kennis als wij nu.

Echter, de destijds geldende medische kennis kan intussen sterk achterhaald zijn. Bovendien ontbreekt vaak documentatie over de werking en het gebruik van het geneesmiddel in de oudheid.
- "Al meer dan 2000 jaar geloven mensen in God. Dan moet Hij wel bestaan."[1]
  - Onjuiste premisse: mensen kunnen en zullen zich niet zo'n lange tijd vergissen.
- "Ik zie niet in waarom ik e-mail nodig zou hebben. Onze familie heeft een lange traditie van brieven schrijven."
- "Wikipedia? Nergens voor nodig, we hebben hier sinds jaar en dag de Winkler Prins."
  - Onjuiste premisse: de traditie is te oud om onjuist te zijn.[2]

## Maatschappelijk debat
Eind 2013 analyseerde journalist Max Westerman hoe het beroep op traditie voor de Nederlandse monarchie, zwarte piet en (consumenten)vuurwerk wordt gehanteerd als "een eenvoudig excuus om alles bij het oude te laten, ook al is het uit de tijd, onjuist, onrechtvaardig of krenkend (...)." Hij stelde: "Het is goed om tradities in twijfel te trekken in plaats van ze slaafs te volgen."